# قره‌داغ (داغستان)
قره‌داغ (به لاتین: Karadakh) یک منطقهٔ مسکونی در روسیه است که در داغستان واقع شده‌است.